# Tyler Labine

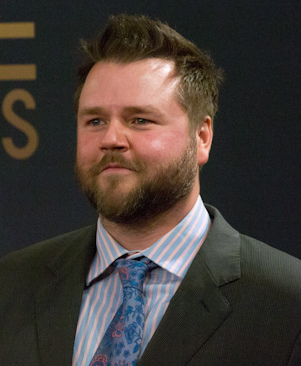
Tyler Labine (2012)

Tyler Sean Labine (* 29. April 1978 in Brampton, Ontario) ist ein kanadischer Schauspieler.

## Leben
Tyler Labine war zu Beginn seiner Karriere überwiegend in Gastauftritten in Fernsehserien wie Akte X – Die unheimlichen Fälle des FBI oder Millennium – Fürchte deinen Nächsten wie Dich selbst zu sehen und spielte Nebenrollen in Filmen wie Generation X, Startup und Flyboys – Helden der Lüfte.
2005 übernahm er eine der Hauptrollen in der ABC-Science-Fiction-Serie Invasion, die allerdings nach einer Staffel abgesetzt wurde. Es folgte eine wiederkehrende Rolle in Boston Legal. In der Fantasyserie Reaper – Ein teuflischer Job war Labine von 2007  bis 2009 an der Seite von Bret Harrison und Ray Wise zu sehen. 2010 war er in der Horrorkomödie Tucker and Dale vs Evil als einer der beiden titelgebenden Protagonisten und in der Comedyserie Sons of Tucson zu sehen. 2011 spielte er in der Sitcom Mad Love neben Jason Biggs und Sarah Chalke, 2014 bis 2016 hatte er die Hauptrolle in der Hulu-Fantasy-/Comedy-Serie Deadbeat.
Labine ist seit 2008 mit der Schauspielerin Carrie Ruscheinsky verheiratet.

## Filmografie (Auswahl)

### Filme
- 1996: Robin Hood 2000 (Robin of Locksley)
- 1996: Generation X
- 2000: Get Carter – Die Wahrheit tut weh (Get Carter)
- 2001: Startup (Antitrust)
- 2002: Canadian Zombie
- 2002: Evil Alien Conquerors
- 2003: Partyalarm – Finger weg von meiner Tochter (My Boss’s Daughter)
- 2004: Pursued – Ein Headhunter kennt keine Gnade (Pursued)
- 2006: Flyboys – Helden der Lüfte (Flyboys)
- 2008: Zack and Miri Make a Porno
- 2010: Tucker and Dale vs Evil
- 2011: Planet der Affen: Prevolution (Rise of the Planet of the Apes)
- 2011: A Good Old Fashioned Orgy
- 2012: Cottage Country
- 2014: Verrückt nach Barry (Someone Marry Barry)
- 2015: Mountain Men
- 2016: The Boss
- 2018: Super Troopers 2
- 2019: Escape Room

### Fernsehserien
- 1996: Sabrina – Total Verhext! (Sabrina, the Teenage Witch, Pilotfilm)
- 1996, 2016: Akte X – Die unheimlichen Fälle des FBI (The X-Files, 3 Folgen)
- 1997: Millennium – Fürchte deinen Nächsten wie Dich selbst (MillenniuM, Folge 1x12)
- 1997: Poltergeist – Die unheimliche Macht (Poltergeist: The Legacy, Folge 2x16)
- 1999: First Wave – Die Prophezeiung (First Wave, Folge 1x20)
- 2000–2001: Dark Angel (2 Folgen)
- 2003–2004: Jake 2.0 (2 Folgen)
- 2005–2006: Invasion (22 Folgen)
- 2006: Boston Legal (5 Folgen)
- 2007–2009: Reaper – Ein teuflischer Job (Reaper)
- 2010: Sons of Tucson (13 Folgen)
- 2011: Mad Love (13 Folgen)
- 2014: Royal Pains (Folge 6x06)
- 2014–2016: Deadbeat (36 Folgen)
- 2017: Dirk Gentlys holistische Detektei (7 Folgen)
- 2018: It’s Always Sunny in Philadelphia (1 Folge)
- 2018–2023: New Amsterdam